# Buffy och vampyrerna (säsong 2)
Buffy och vampyrerna (säsong 2) är en TV-serie som sändes 1997–1998. Vi får följa Dråparen Buffy Summers, Willow Rosenberg och Alexander "Xander" Harris under deras andra år på Sunnydale High School.

## Sammanfattning av säsong 2
Vid årets början känner sig Buffy oövervinnelig, hon har ju besegrat Mästaren - kan det bli bättre? Men Den Smorde har planer på att återuppväcka Mästaren, vilket får Buffy att släppa sin kaxighet. Hon besegrar Den Smorde, livet som Dråpare och livet i övrigt flyter på bra och hon har sina vänner vid sin sida. Även förhållandet med Angel flyter på med kaffe, kyssande och dejtande. Men säg den lycka som varar, speciellt då man befinner sig rakt ovanför Helvetesgapet. 
Trubbel bubblar under ytan när Spike och Drusilla, två nya vampyrer, kommer till stan. Även på andra sätt rubbas Buffys tillvaro, hennes stadiga punkt, Väktaren Giles, visar sig ha ett mystiskt förflutet i vilket han, i protest mot sitt kall som Väktare, experimenterade med att åkalla demoner. Dessutom kommer en ny Dråpare till Sunnydale, Kendra Young. Giles förklarar att Kendra blivit kallad då Buffy dog föregående år och kallelsen tas inte tillbaka även då Buffy återuppstått. Kendra, som sedan barnsben tränats för sitt kall, definieras av disciplin och tradition, hon är med andra ord Buffys motsats. Att Kendra kommer extra bra överens med Giles gör det inte lättare för Buffy att acceptera denna nya Dråpare.
Vidare blir kärleken svårare bland ungdomarna, åtminstone för en del. Skolans prinsessa Cordelia Chase och Xander har hela tiden haft ett förhållande bestående av hatkärlek, men de blir slutligen ett par. Men att vara i ett förhållande med någon är inte alltid så lätt, visar det sig. Willow fortsätter vara olyckligt kär i Xander men faller sedan för en trevlig och till synes normal kille, musikern Daniel (Oz) Osbourne. Problemet är bara det att Oz är en varulv. Även Giles får smaka på kärleken i sin framåtskridande romans med läraren Jenny Calendar. Romansen hotas dock av Giles mörka förflutna och innan de har hunnit bearbeta detta avslöjas en hemlighet från Jennys förflutna. Jenny är ättling till de zigenare som återgav Angel en själ, och det är hennes uppgift att se till att hans själ består. 
Men Buffy själv slår alla rekord i kärlekskrångel. Hennes förhållande med Angel slår helt om efter att de tillbringat en natt tillsammans. Den förbannelse som gav Angel hans själ tillbaka var skapad för att tortera honom med minnet av alla hans onda gärningar. En stunds perfekt lycka utan att detta minne torterar honom häver förbannelsen. Jennys uppgift som ättling till de zigenare som gav honom förbannelsen är att förhindra att Angel får uppleva perfekt lycka. Hon misslyckas dock med det, när hon kastar samma förbannelse över Angel igen är det hon själv som drabbas. I samma stund som Angel upplevde perfekt lycka förlorade han sin själ och förvandlades till sitt gamla grymma jag, vampyren Angelus. Han slår då följe med Spike och Drusilla, samtidigt som kärleken till Buffy omvandlas till ondskefull besatthet. I avsnittet I Only Have Eyes for You tvingas Buffy och Angel återuppleva en tragisk kärlekssaga. 
Spike har under sin tid som vampyr hunnit döda två Dråpare. Buffy är dock en modern Dråpare med vänner och bekanta som håller henne om ryggen, vilket gör saker och ting mer komplicerat för honom. Kendra däremot, en Dråpare av den gamla skolan, dödas relativt enkelt av Spikes flickvän Drusilla. Angelus förbereder för öppnandet av en helvetesdimension, vilket kommer att göra så att hela världen sugs in där. Detta får Buffy att inse vad hon måste göra och hjälp kommer från oväntat håll - Spike lovar att lämna Sunnydale tillsammans med Drusilla om Buffy stoppar Angelus. Medan Buffy går till attack försöker Willow genomföra en ritual som kommer att återställa Angelus själ innan han hinner öppna porten. Men porten till Helvetet är redan öppen, den är öppnad med Angelus blod och kan endast stängas med öppnarens blod. Just som Buffy ännu en gång ska rädda världen får Angelus tillbaka sin själ och blir Angel. Förra året offrade Buffy sig själv för att rädda världen, nu tvingas hon gå ett steg längre och offra den hon älskar för att stänga porten. Efter en sista kyss kör hon svärdet i honom och porten stängs medan Angel sugs in genom den.
Vid säsongens slut är Buffy ännu mer vilse än då hon kom till Sunnydale för två år sedan. Hon har offrat sin älskade, blivit utsparkad från skolan, blivit utsparkad hemifrån, utsatt sina vänner för livsfara och är dessutom efterlyst för att ha mördat Kendra. Joyce har svårt att acceptera den nya värld hennes dotter blivit involverad i och Buffys chanser till ett vanligt liv har slagits i spillror. Förtvivlad sätter sig Buffy på bussen och lämnar Sunnydale.

## Avsnittsguide
| Nr i serien | Nr i säsongen | Titel                                | Regissör                 | Manus                                                                  | Sändningsdatum                   | Prod. kod | Tittarsiffror (miljoner) |
| --- | ------------- | ------------------------------------ | ------------------------ | ---------------------------------------------------------------------- | -------------------------------- | --------- | ------------------------ |
| 13 | 1             | "When She Was Bad"                   | Joss Whedon              | Joss Whedon                                                            | 15 september 1997                | 5V01      | 4.4                      |
| 14 | 2             | "Some Assembly Required"             | Bruce Seth Green         | Ty King                                                                | 22 september 1997                | 5V02      | 4.4                      |
| 15 | 3             | "School Hard"                        | John T. Kretchmer        | Synopsis av : Joss Whedon & David Greenwalt Manus av : David Greenwalt | 29 september 1997                | 5V03      | 4.9                      |
| 16 | 4             | "Inca Mummy Girl"                    | Ellen S. Pressman        | Matt Kiene & Joe Reinkemeyer                                           | 6 oktober 1997                   | 5V04      | 4.7                      |
| Alla på skolan ska ha en utbytesstudent boende hos sig. En tjej som hete Ampata ska bo hos Buffy. Hon och Xander blir kära i varandra och går tillsammans på en maskeradfest. Men Ampata är egentligen en mumie som flytt från museet. Hon måste suga livet ur folk för att fortsätta leva. |               |                                      |                          |                                                                        |                                  |           |                          |
| 17 | 5             | "Reptile Boy"                        | David Greenwalt          | David Greenwalt                                                        | 13 oktober 1997                  | 5V05      | 4.8                      |
| Giles pressar Buffy, vilket inte blir bättre när Angel gör henne upprörd. På grund av det gör Buffy en dum sak. Hon följer med Cordelia till en collegefest och ljuger för Giles. Xander smiter in för att hålla koll på Buffy på festen, men han blir lätt distraherad av nåt annat. Buffy mår dålig på festen och svimmar, upptäcker sedan att collegekillarna hade drogat henne och Cordelia. Samt har planer att offra dem till en reptildemon. |               |                                      |                          |                                                                        |                                  |           |                          |
| 18 | 6             | "Halloween"                          | Bruce Seth Green         | Carl Ellsworth                                                         | 27 oktober 1997                  | 5V06      | 5.9                      |
| 19 | 7             | "Lie to Me"                          | Joss Whedon              | Joss Whedon                                                            | 3 november 1997                  | 5V07      | 5.0                      |
| 20 | 8             | "The Dark Age"                       | Bruce Seth Green         | Dean Batali & Rob Des Hotel                                            | 10 november 1997                 | 5V08      | 5.6                      |
| 2122 | 910           | "What's My Line"                     | David SolomonDavid Semel | Howard Gordon & Marti Noxon                                            | 17 november 199724 november 1997 | 5V095V10  | 5.05.4                   |
| 23 | 11            | "Ted"                                | Bruce Seth Green         | David Greenwalt & Joss Whedon                                          | 8 december 1997                  | 5V11      | 6.1                      |
| Buffys mamma har skaffat sig en ny pojkvän, Ted, och det gillar Buffy inte alls. |               |                                      |                          |                                                                        |                                  |           |                          |
| 24 | 12            | "Bad Eggs"                           | David Greenwalt          | Marti Noxon                                                            | 12 januari 1998                  | 5V12      | 6.5                      |
| 25 | 13            | "Surprise"                           | Michael Lange            | Marti Noxon                                                            | 19 januari 1998                  | 5V13      | 7.6                      |
| Buffy fyller 17 och hennes vänner ordnas en födelsedagsfest i hemlighet. Spike och Drusilla försöker att sätta ihop en mycket mäktig demon som heter Domaren. En av delarna, en arm, råkar komma på Buffys födelsedagsfest. Giles och Angel vet vad som försiggår och förstår att de måste göra sig av med den. |               |                                      |                          |                                                                        |                                  |           |                          |
| 26 | 14            | "Innocence"                          | Joss Whedon              | Joss Whedon                                                            | 20 januari 1998                  | 5V14      | 7.9                      |
| Angel har blivit ond igen när Angel och Buffy låg med varandra. Han har gått över till Spike och Drusilla. De tänker förstöra världen. Buffy måste välja om hon ska döda den man hon älskar. |               |                                      |                          |                                                                        |                                  |           |                          |
| 27 | 15            | "Phases"                             | Bruce Seth Green         | Rob Des Hotel & Dean Batali                                            | 27 januari 1998                  | 5V15      | 7.3                      |
| 28 | 16            | "Bewitched, Bothered and Bewildered" | James A. Contner         | Marti Noxon                                                            | 10 februari 1998                 | 5V16      | 5.8                      |
| 29 | 17            | "Passion"                            | Michael Gershman         | Ty King                                                                | 24 februari 1998                 | 5V17      | 6.1                      |
| Angel pratar om "Passion" och försöker som vanligt komma åt Buffy. |               |                                      |                          |                                                                        |                                  |           |                          |
| 30 | 18            | "Killed By Death"                    | Deran Sarafian           | Rob Des Hotel & Dean Batali                                            | 3 mars 1998                      | 5V18      | 6.1                      |
| Buffy hamnar på sjukhus och verkar se monster som dödar småbarn. Men finns det verkligen ett riktigt monster? |               |                                      |                          |                                                                        |                                  |           |                          |
| 31 | 19            | "I Only Have Eyes for You"           | James Whitmore, Jr.      | Marti Noxon                                                            | 28 april 1998                    | 5V19      | 5.1                      |
| En gengångare spökar på skolan. Det är tydligen en kille som mördat sin flickvän och sedan begått självmord. |               |                                      |                          |                                                                        |                                  |           |                          |
| 32 | 20            | "Go Fish"                            | David Semel              | David Fury & Elin Hampton                                              | 5 maj 1998                       | 5V20      | 5.1                      |
| Det verkar som att fiskliknande monster äter upp skolans simlag. |               |                                      |                          |                                                                        |                                  |           |                          |
| 3334 | 2223          | "Becoming"                           | Joss Whedon              | Joss Whedon                                                            | 12 maj 199819 maj 1998           | 5V215V22  | 5.36.4                   |
| Angel med vänner försöker återuppväcka demonen Acathla. Giles blir kidnappad. Buffy måste än en gång rädda världen, men det hela blir lite svårare än vanligt eftersom hon är efterlyst av polisen. |               |                                      |                          |                                                                        |                                  |           |                          |

## Hemvideoutgivningar
Hela säsongen utgavs på DVD i region 1 den 11 juni 2002.

### Fotnoter
1. 1 2 3 4 5 6 7  ”Episode List: Buffy the Vampire Slayer”. TV Tango. http://www.tvtango.com/series/buffy_the_vampire_slayer/episodes. Läst 17 maj 2015.
2. ↑  ”Nielsen ratings”. USA Today (Gannett Company):  s. D3. 6 oktober 1998. Arkiverad från originalet den mars 3, 2016. https://web.archive.org/web/20160303234543/http://anythingkiss.com/pi_feedback_challenge/Ratings/19971006_TVRatings.pdf. Läst 3 oktober 2015.
3. ↑  ”Nielsen ratings”. USA Today (Gannett Company):  s. D3. 13 oktober 1998. Arkiverad från originalet den 16 december 2013. https://web.archive.org/web/20131216072532/http://anythingkiss.com/pi_feedback_challenge/Ratings/19971013_TVRatings.pdf. Läst 3 oktober 2015.
4. ↑  ”Nielsen ratings”. USA Today (Gannett Company):  s. D3. 27 oktober 1998. Arkiverad från originalet den 16 december 2013. https://web.archive.org/web/20131216072532/http://anythingkiss.com/pi_feedback_challenge/Ratings/19971013_TVRatings.pdf. Läst 3 oktober 2015.
5. ↑  ”Nielsen ratings”. USA Today (Gannett Company):  s. D3. 3 november 1998. Arkiverad från originalet den 16 december 2013. https://web.archive.org/web/20131216072828/http://anythingkiss.com/pi_feedback_challenge/Ratings/19971103_TVRatings.pdf. Läst 3 oktober 2015.
6. ↑  ”Nielsen ratings”. USA Today (Gannett Company):  s. D3. 10 november 1998. Arkiverad från originalet den mars 3, 2016. https://web.archive.org/web/20160303224158/http://anythingkiss.com/pi_feedback_challenge/Ratings/19971110_TVRatings.pdf. Läst 3 oktober 2015.
7. ↑  ”Nielsen ratings”. USA Today (Gannett Company):  s. D3. 17 november 1998. Arkiverad från originalet den 3 april 2019. https://web.archive.org/web/20190403231321/http://anythingkiss.com/pi_feedback_challenge/Ratings/19971117_TVRatings.pdf. Läst 29 september 2015.
8. ↑  ”Nielsen ratings”. USA Today (Gannett Company):  s. D3. 12 januari 1998. Arkiverad från originalet den 16 december 2013. https://web.archive.org/web/20131216072601/http://anythingkiss.com/pi_feedback_challenge/Ratings/19980126_TVRatings.pdf. Läst 29 september 2015.
9. ↑  ”Nielsen ratings”. USA Today (Gannett Company):  s. D3. 26 januari 1998. Arkiverad från originalet den 16 december 2013. https://web.archive.org/web/20131216072601/http://anythingkiss.com/pi_feedback_challenge/Ratings/19980126_TVRatings.pdf. Läst 29 september 2015.
10. ↑  ”Nielsen ratings”. USA Today (Gannett Company):  s. D3. 16 februari 1998. Arkiverad från originalet den mars 4, 2016. https://web.archive.org/web/20160304102130/http://anythingkiss.com/pi_feedback_challenge/Ratings/19980216_TVRatings.pdf. Läst 29 september 2015.
11. ↑  ”Nielsen ratings”. USA Today (Gannett Company):  s. D3. 23 februari 1998. Arkiverad från originalet den 16 december 2013. https://web.archive.org/web/20131216072503/http://anythingkiss.com/pi_feedback_challenge/Ratings/19980223_TVRatings.pdf. Läst 29 september 2015.
12. ↑  ”Nielsen ratings”. USA Today (Gannett Company):  s. D3. 2 mars 1998. Arkiverad från originalet den mars 3, 2016. https://web.archive.org/web/20160303214712/http://anythingkiss.com/pi_feedback_challenge/Ratings/19980302_TVRatings.pdf. Läst 29 september 2015.
13. ↑  Associated Press (30 april 1998). ”'Merlin' works ratings magic”. Rocky Mountain News:  s. 14D.
14. ↑  ”Nielsen ratings”. USA Today (Gannett Company):  s. D3. 14 maj 1998. Arkiverad från originalet den 24 december 2013. https://web.archive.org/web/20131224105042/http://anythingkiss.com/pi_feedback_challenge/Ratings/19980504_TVRatings.pdf. Läst 29 september 2015.
15. ↑  ”Nielsen ratings”. USA Today (Gannett Company):  s. D3. 14 maj 1998. Arkiverad från originalet den mars 4, 2016. https://web.archive.org/web/20160304054559/http://anythingkiss.com/pi_feedback_challenge/Ratings/19980511_TVRatings.pdf. Läst 29 september 2015.
16. ↑  ”Nielsen ratings”. USA Today (Gannett Company):  s. D3. 14 maj 1998. Arkiverad från originalet den mars 4, 2016. https://web.archive.org/web/20160304055226/http://anythingkiss.com/pi_feedback_challenge/Ratings/19980518_TVRatings.pdf. Läst 29 september 2015.
17. ↑  ”Buffy the Vampire Slayer - Season 2” (på engelska). TV Shows on DVD. 11 juni 2002. Arkiverad från originalet den 24 oktober 2012. https://www.webcitation.org/6Bel5OZZT?url=http://www.tvshowsondvd.com/releases/Buffy-Vampire-Slayer-Season-2/1120. Läst 16 februari 2017.